# Finale de la Coupe d'Europe des vainqueurs de coupe 1977-1978
La finale de la Coupe d'Europe des vainqueurs de coupe 1977-1978  est la 18e finale de la Coupe d'Europe des vainqueurs de coupe, organisée par l'UEFA. Ce match de football a lieu le 3 mai 1978  au Parc des Princes à Paris.
Elle oppose l'équipe belge d'Anderlecht aux Autrichien de l'Austria Vienne. Le match se termine par une victoire des Anderlechtois sur le score de 4 buts à 0, constituant leur deuxième sacre dans la compétition après 1976 ainsi que leur deuxième titre européen.
Vainqueur de la finale, Anderlecht est à ce titre qualifié pour la Supercoupe d'Europe 1978 contre Liverpool, vainqueur de la finale de la Coupe des clubs champions européens.

## Parcours des finalistes
Note : dans les résultats ci-dessous, le score du finaliste est toujours donné en premier (D : domicile ; E : extérieur).
| RSC Anderlecht  | RSC Anderlecht | RSC Anderlecht | RSC Anderlecht |                     | FK Austria Vienne    | FK Austria Vienne | FK Austria Vienne | FK Austria Vienne      |
| --------------- | -------------- | -------------- | -------------- | ------------------- | -------------------- | ----------------- | ----------------- | ---------------------- |
| Adversaire      | Total          | Aller          | Retour         |                     | Adversaire           | Total             | Aller             | Retour                 |
| Lokomotiv Sofia | 8 - 1          | 6 - 1 (E)      | 2 - 0 (D)      | Seizièmes de finale | Cardiff City         | 1 - 0             | 0 - 0 (E)         | 1 - 0 (D)              |
| Hamburger SV    | 3 - 2          | 2 - 1 (E)      | 1 - 1 (D)      | Huitièmes de finale | FC Lokomotíva Košice | 1 - 1             | 0 - 0 (D)         | E1 - 1 (E)             |
| FC Porto        | 3 - 1          | 0 - 1 (E)      | 3 - 0 (D)      | Quarts de finale    | Hajduk Split         | 2 - 2             | 1 - 1 (E)         | 1 - 1 ap (D) 3 - 0 tab |
| FC Twente       | 3 - 0          | 1 - 0 (E)      | 2 - 0 (D)      | Demi-finales        | FK Dynamo Moscou     | 3 - 3             | 2 - 1 (D)         | 1 - 2 ap (E) 5 - 4 tab |

## Finale
| 3 mai 1978 | RSC Anderlecht                          | 4 – 0   | FK Austria Vienne | Parc des Princes, Paris                         |                                                 |
| 20h15 CEST | Rensenbrink 13e 44e · Van Binst 45e 82e | (3 - 0) |                   | Spectateurs : 48 679 Arbitrage : Heinz Aldinger | Spectateurs : 48 679 Arbitrage : Heinz Aldinger |
| 20h15 CEST | Rapport                                 |         |                   | Spectateurs : 48 679 Arbitrage : Heinz Aldinger | Spectateurs : 48 679 Arbitrage : Heinz Aldinger |

|  |  |

|                  |    |                       |        |     |
|                  |    |                       |        |     |
| GK               | 1  | Nico de Bree          |        |     |
| DF               | 2  | Gilbert Van Binst     |        |     |
| DF               | 3  | Jean Thissen          | Averti |     |
| DF               | 4  | Johnny Dusbaba        |        |     |
| DF               | 5  | Hugo Broos            |        |     |
| MF               | 6  | François Van der Elst |        |     |
| MF               | 7  | Arie Haan             |        |     |
| MF               | 8  | Benny Nielsen         |        |     |
| MF               | 9  | Ludo Coeck            |        |     |
| FW               | 10 | Franky Vercauteren    |        | 87e |
| FW               | 11 | Rob Rensenbrink       |        |     |
| Remplaçants :    |    |                       |        |     |
| MF               | 12 | Jean Dockx            |        | 87e |
| Entraîneur :     |    |                       |        |     |
| Raymond Goethals |    |                       |        |     |

|                |    |                       |        |     |
|                |    |                       |        |     |
| GK             | 1  | Hubert Baumgartner    |        |     |
| DF             | 2  | Robert Sara           |        |     |
| DF             | 3  | Josef Sara (de)       | Averti |     |
| DF             | 4  | Erich Obermayer       |        |     |
| DF             | 5  | Ernst Baumeister      |        |     |
| MF             | 6  | Herbert Prohaska      |        |     |
| MF             | 7  | Karl Daxbacher (en)   |        | 60e |
| MF             | 8  | Felix Gasselich       |        |     |
| FW             | 9  | Julio Morales         |        | 74e |
| FW             | 10 | Hans Pirkner          |        |     |
| FW             | 11 | Thomas Parits (en)    |        |     |
| Remplaçants :  |    |                       |        |     |
| MF             | 13 | Alberto Martínez (en) |        | 60e |
| FW             | 12 | Fritz Drazan (de)     |        | 74e |
| Entraîneur :   |    |                       |        |     |
| Hermann Stessl |    |                       |        |     |